# Rodewald
Rodewald là một đô thị ở huyện huyện Nienburg, trong bang Niedersachsen, nước Đức. Đô thị Rodewald có diện tích 60,31 km².